# 红旗-4中远程防空导弹
红旗四号是中國国防科委与解放軍空军于1960年代在红旗一号地对空导弹系统的基础上提出的大幅改良型設計；不再延用红旗1-3号后级液体、前级固体的基础结构，改为使用新固体燃料的2级固体弹体，弹翼也有大幅变化。反应速度、极速、射程均增强，並且采用相位陣列雷達制导为目標。因采用大量新技术，而预期的高空高速敌机没有出现，红旗四号並未進入量產，于八十年代初下马，技术积累被用于后来的红旗9。